# Papieska Akademia Nauk

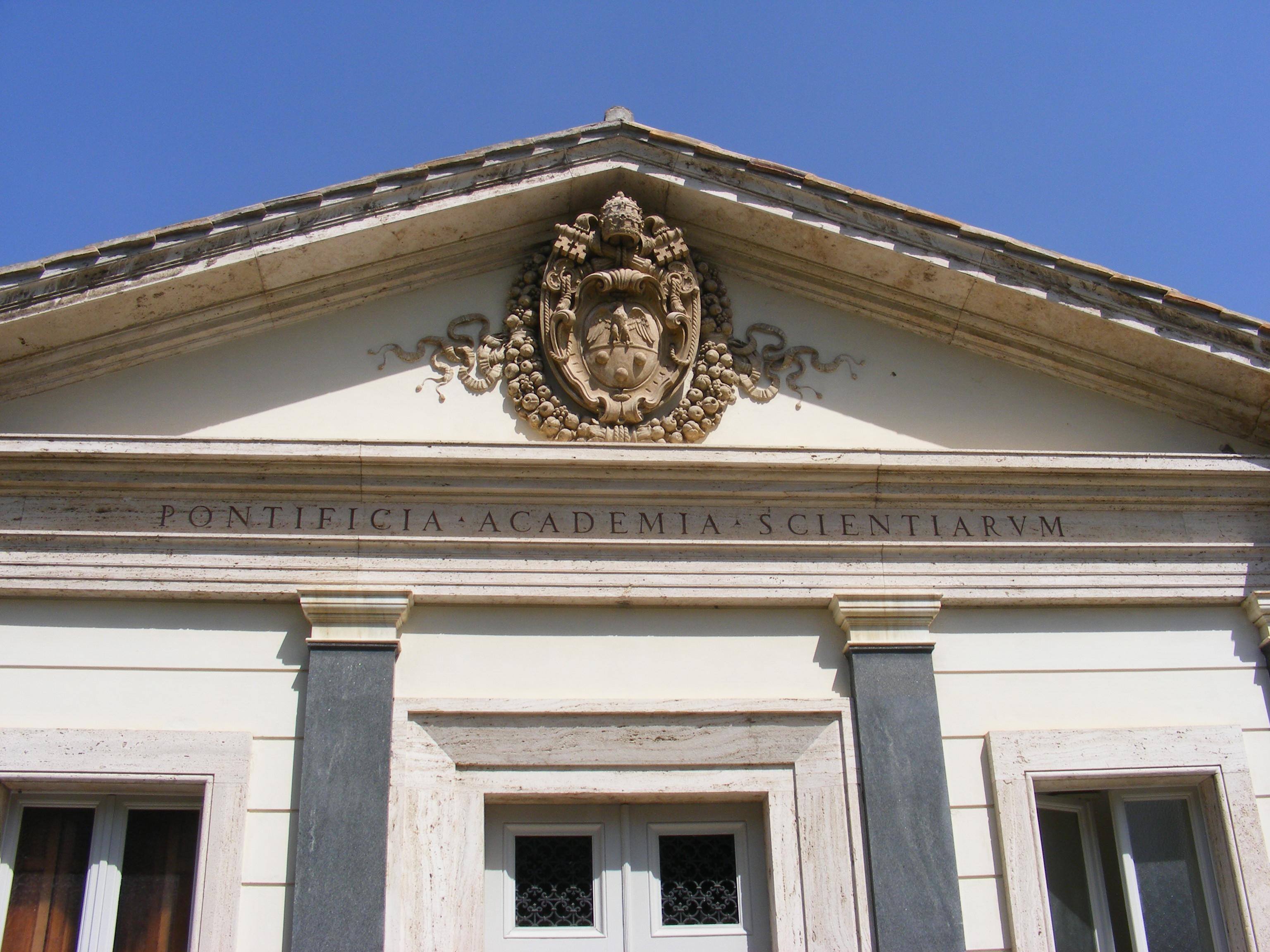
Wejście do Papieskiej Akademii Nauk.

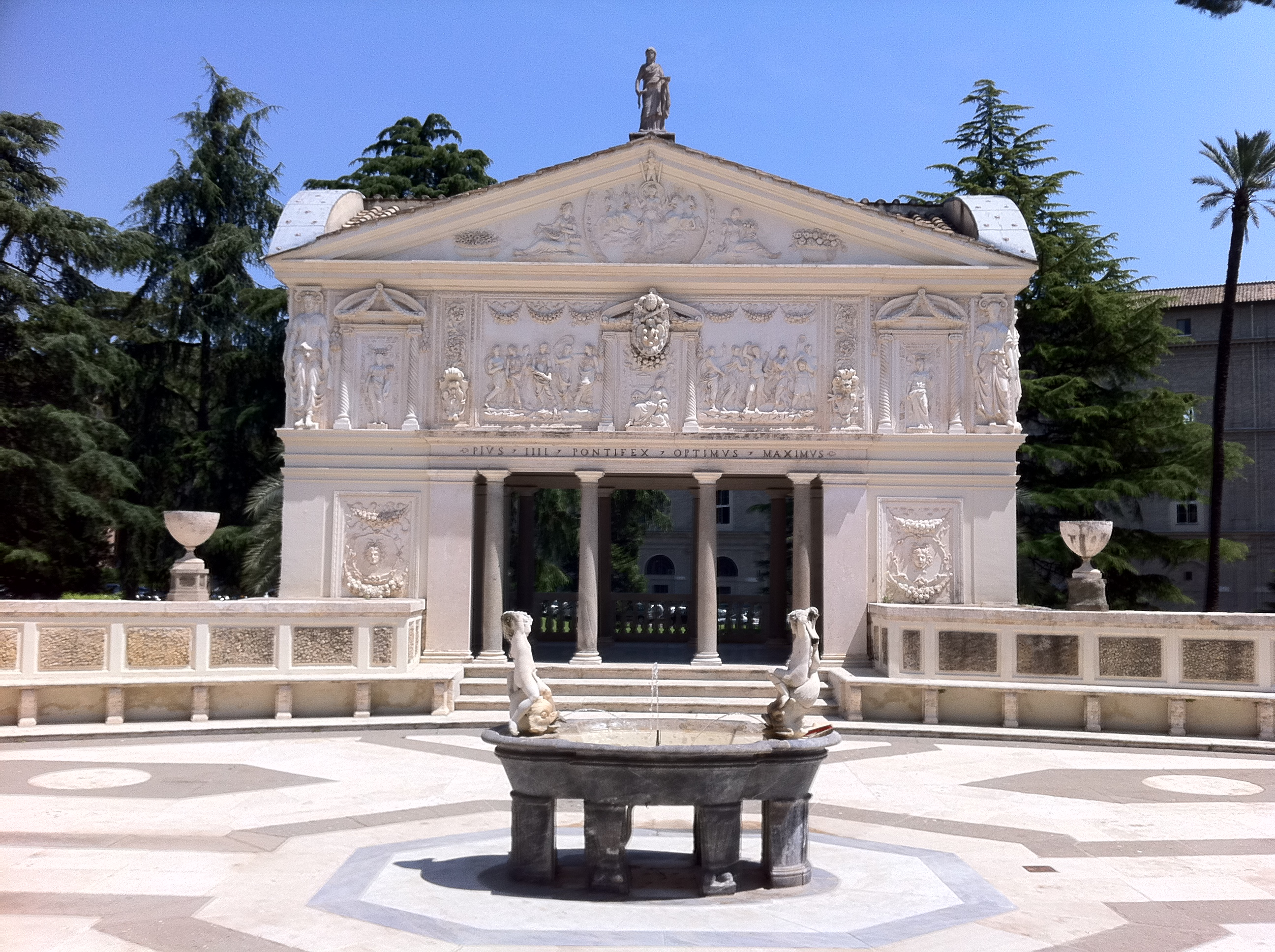

Papieska Akademia Nauk (łac. Pontificia Academia Scientiarum), watykańskie towarzystwo naukowe, do którego należą powoływani przez papieży wybitni przedstawiciele nauk matematycznych i przyrodniczych z różnych państw.

## Historia
Podobnie jak włoska Narodowa Akademia Rysiów, wywodzi swą tradycję z założonej w 1603 r. przez księcia Federico Cesi Akademii Rysiów (Accademia dei Lincei), do której należał m.in. Galileusz. Upadłe po śmierci fundatora stowarzyszenie naukowców reaktywował w 1847 r. papież Pius IX pod nazwą Pontificia accademia dei Nuovi Lincei. W 1936 r. papież Pius XI dokonał reorganizacji akademii i zmienił jej nazwę na Papieska Akademia Nauk (w związku z powstaniem po zjednoczeniu Włoch akademii narodowej mającej w nazwie również odwołanie do rysiów).

## Siedziba
Siedziba Akademii znajduje się w Casina Pio IV, letniej rezydencji  papieża Piusa IV, która została zbudowana w 1561 roku. Z inicjatywy papieża Piusa XI obiekt został rozbudowany.

## Organizacja instytucji
Akademia jest zarządzana przez Prezydenta. Jest on wybierany przez papieża spośród akademików, na odnawialną czteroletnią kadencję. Przewodniczącego wspomaga Rada Akademii i Kanclerz.
Skład Rady:
- ustępujący prezydent na okres czterech lat;
- były prezydent mianowany dożywotnio przez papieża Emerytowanym Prezydentem;
- siedmiu radnych (od 1995 roku, decyzją Jana Pawła II) nominowanych przez papieża, na okres czterech lat, z możliwością ponownego mianowania.

Rada  zbiera się co najmniej dwa razy w roku.
Obecnym prezydentem jest od 2017 roku prof. Joachim von Braun.

## Członkowie
Zreformowana Akademia ma 80 członków (od 1986 roku decyzją Jana Pawła II), którzy mają wybitne osiągnięcia w swoich dziedzinach naukowych.
Kandydaci na członków są wybierani przez akademików, papież nominuje ich na całe życie.
Ponadto, sprawujący urzędy: dyrektor Obserwatorium Watykańskiego, dyrektor Laboratorium Astrofizycznego Obserwatorium Watykańskiego, prefekt Biblioteki Watykańskiej, prefekt Tajnych Archiwów Watykanu, są mianowani «Akademikami pro tempore»(na czas pełnienia funkcji).
Papież może także mianować honorowych członków Akademii.
Wśród członków Akademii są m.in. nobliści.

### Nobliści[2]

#### W dziedzinie fizyki
- Claude Cohen-Tannoudji
- Steven Chu
- Reinhard Genzel
- Theodor Hänsch
- Klaus von Klitzing
- Tsung-Dao Lee
- William D. Phillips
- Carlo Rubbia
- Donna Strickland
- Chen Ning Yang

#### W dziedzinie chemii
- Frances Hamilton Arnold
- Paul Berg
- Eric Betzig
- Emmanuelle Charpentier
- Aaron Ciechanower
- Jennifer Doudna
- Gerhard Ertl
- Ada Jonath
- Yuan-Tseh Lee
- Jean-Marie Lehn
- Ryōji Noyori
- John Polanyi

#### W dziedzinie fizjologii lub medycyny
- Werner Arber
- David Baltimore
- Shin’ya Yamanaka

#### W dziedzinie ekonomii
- Gary Becker

### Inni m.in.[2]
- Martin Rees – astronom, laureat nagrody Crafoorda
- Ignacio Rodriguez-Iturbe – hydrolog
- Francis S. Collins – lekarz i genetyk, laureat nagrody Templetona w roku 2020.
- Suzanne Cory – biolog
- Stanislas Dehaene – neurobiolog
- Nicole Marthe Le Douarin – biolog rozwoju
- Juan Maldacena – fizyk teoretyk
- Siergiej Nowikow – matematyk
- Chintamani Nagesa Ramachandra Rao – chemik
- Roald Sagdiejew – fizyk
- Susan Solomon – meteorolog i chemik atmosfery
- Cédric Villani – metematyk
- Edward Witten – fizyk i matematyk

### Polacy[2]
Obecnie członkiem Akademii jest Michał Heller – filozof, fizyk teoretyczny (relatywista-kosmolog), laureat Nagrody Templetona
Zmarli członkowie:
- Karol Borsuk – matematyk (zm. 1982)
- Emil Godlewski – embriolog i biolog (zm. 1944)
- Stanisław Łojasiewicz – matematyk (zm. 2002)
- Czesław Olech – matematyk (zm. 2015)
- Bernard Pullman – biochemik (zm. 1996)
- Wacław Sierpiński – matematyk (zm. 1969)
- Andrzej Szczeklik – lekarz (zm. 2012)

## Działalność
Członkowie Akademii biorą udział w spotkaniach i sesjach z udziałem papieża, na których są omawiane  m.in. zagadnienia z zakresu filozofii nauki oraz stosunku nauki do religii i moralności.
Akademia nie prowadzi badań naukowych. Jest  organem opiniodawczym papieża w sprawach nauki.
Prace naukowe, które powstają w wyniku sesji są publikowane przez Akademię.
Akademia współpracuje z innymi akademiami i instytucjami badań naukowych. Jest członkiem Międzynarodowej Rady Związków Naukowych (ICSU).

## Nagroda Akademii
- Medal Piusa XI – przyznawany co dwa lata młodemu naukowcowi w wieku poniżej 45 lat za wybitne osiągnięcia[2].